# Nýrovce
Nýrovce – wieś (obec) na Słowacji położona w kraju nitrzańskim, w powiecie Levice. Pierwsze wzmianki o miejscowości pochodzą z roku 1247. 
Według danych z dnia 31 grudnia 2012, wieś zamieszkiwało 540 osób, w tym 274 kobiety i 266 mężczyzn.
W 2001 roku rozkład populacji względem narodowości i przynależności etnicznej wyglądał następująco:
- Słowacy – 26,89%
- Czesi – 0,18%
- Węgrzy – 72,93%

Ze względu na wyznawaną religię struktura mieszkańców kształtowała się w 2001 roku następująco:
- Katolicy rzymscy – 70,3%
- Grekokatolicy – 0,7%
- Ewangelicy – 2,46%
- Ateiści – 5,8%
- Nie podano – 0,18%